# Bula de Aur (1356)
Acest articol se referă la textul constituțional al Sfântului Imperiu Roman. Pentru textul constituțional al Regatului Ungariei, vedeți Bula de aur a regelui Andrei al II-lea (1222). Pentru privilegiul sașilor transilvăneni, vedeți Diploma andreană.
Bula de Aur este un cod juridic compus din certificate imperiale, care datează din 1356 fiind considerată cea mai importantă dintre „legile de bază” ale Sfântului Imperiu Roman. A reglementat modalitatea de alegere și încoronare a regilor și împăraților romano-germani de către principii electori și a rămas valabilă până la sfârșitul Sfântului Imperiu Roman în 1806.
Numele provine de la sigiliul din aur care era atașat la șase dintre cele șapte exemplare ale documentului. Bula de Aur a fost utilizată de fapt abia începând din secolul al XV-lea. Carol al IV-lea, în timpul domniei căruia Bula de Aur a fost emisă în limba latină, a numit-o „cartea noastră de drept sacru”.
Primele capitole (1-23) sunt cunoscute sub numele de Codul juridic de la Nürnberg fiind elaborate în Dieta ținută la Nürnberg și proclamate pe 10 ianuarie 1356. Următoarele capitole (24-31) se numesc Codul juridic de la Metz și au fost elaborate în Dieta de la Metz și proclamate pe 25 decembrie 1356.
Bula de Aur este cel mai important document constituțional al imperiului datând din Evul Mediu. În 2013 a fost inclus în Registrul Memoria Lumii, implicând obligații corespunzătoare pentru Germania și Austria.

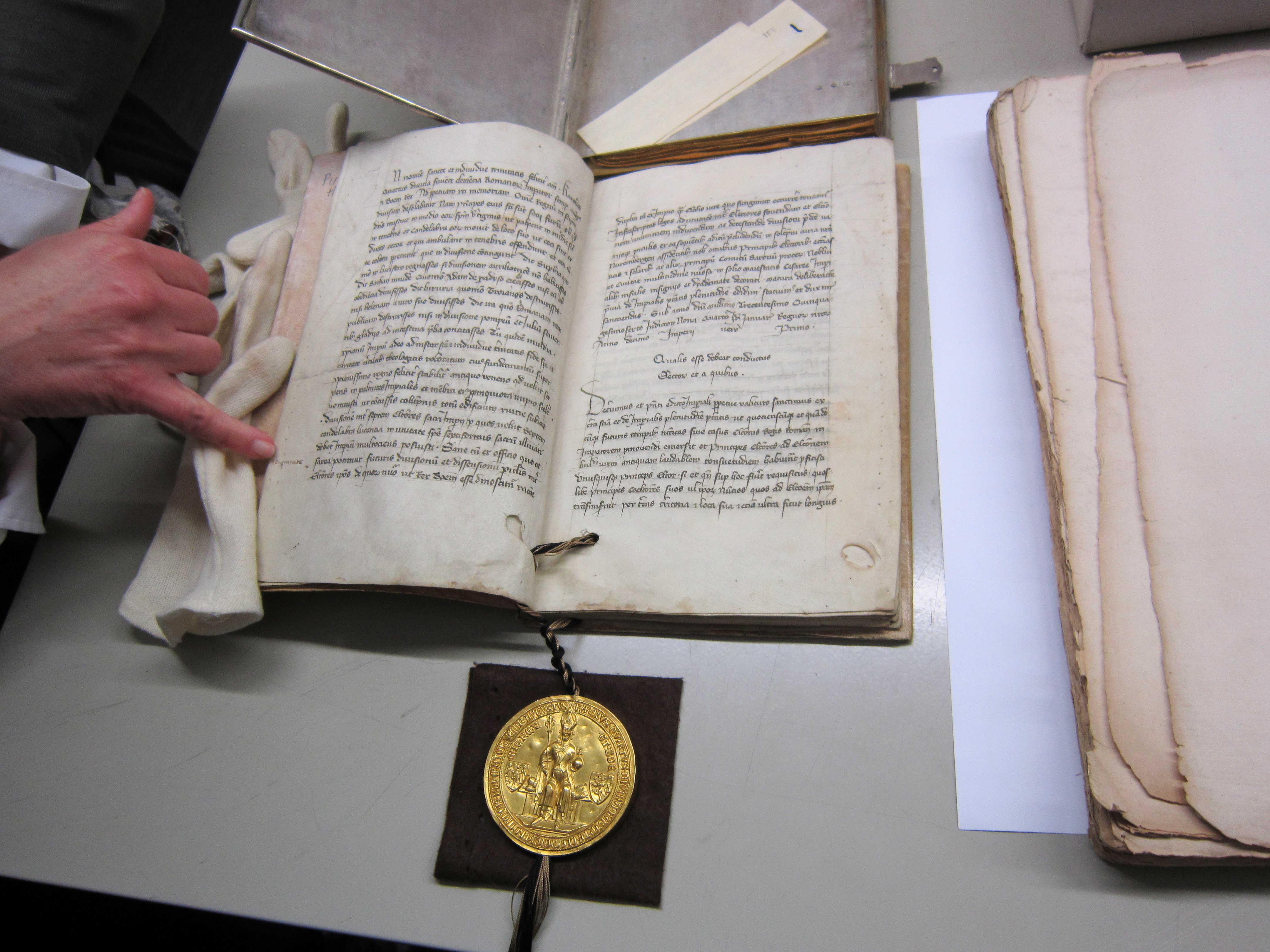
Exemplarul din Trier a Bulei de Aur.

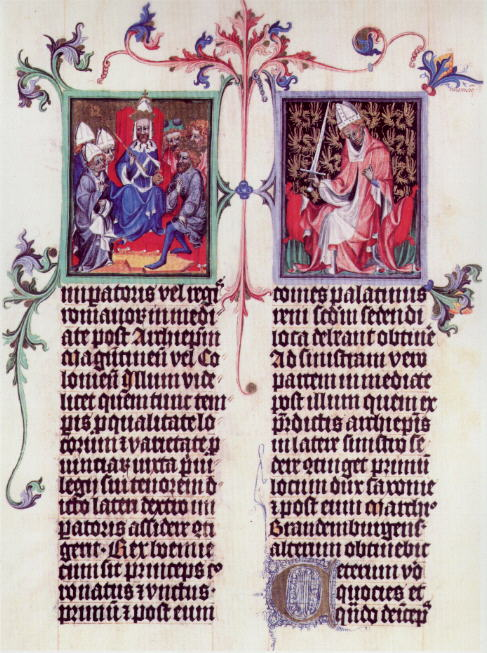
Pagină din exemplarul Bulei de Aur comandat de regele Venceslau al IV-lea în 1400. Stânga: împăratul într-o tunică albastră și șase principii electori, împăratul fiind el însuși unul dintre cei șapte electori ca rege al Boemiei. Dreapta: Arhiepiscopul de Köln în calitate de principe elector.

## Istoria
Inițial în Evul Mediu nu era sarcina domnitorilor să creeze legi în sensul unei proceduri legislative. Începând cu dinastia Hohenstaufen, regele și respectiv viitorul împărat a început să fie văzut ca sursa vechii legi și ideea că el avea și o funcție legislativă a devenit din ce în ce mai populară. Aceasta rezulta din faptul că imperiul urma tradiția Imperiului Roman antic (Translatio imperii, Restauratio imperii) și din influența crescândă a dreptului roman asupra concepțiilor juridice din imperiu.
În consecință, Ludovic al IV-lea (1282–1347) putea, fără a fi contestat, să se descrie pe sine ca fiind mai presus de lege; el avea dreptul să creeze și să interpreteze legi. Carol al IV-lea a preluat această competență legislativă ca atare atunci când a emis Bula de Aur. Cu toate acestea, împărații din Evul Mediu Târziu au renunțat în mare măsură la folosirea acestui instrument de putere.
După întoarcerea din expediția sa în Italia (1354–1356), Carol al IV-lea a convocat o dietă la Nürnberg. (Pe 5 aprilie 1355 Carol fusese încoronat împărat la Roma.) La această dietă urmau să fie discutate cu prinții imperiului chestiuni de bază. Principala preocupare a lui Carol a fost stabilizarea structurilor imperiului după repetatele lupte pentru tronul regal. O astfel de neliniște trebuia exclusă în viitor printr-o reglementare precisă a succesiunii la tron și a procesului electoral. În acest sens, împăratul și principii electori au ajuns rapid la un acord. Respingerea dreptului Papei de a avea un cuvânt de spus în alegerile regale germane a fost în mare parte decisă de comun acord. În alte puncte, Carol a cumpărat practic aprobarea prinților, dar nu a reușit să pună în aplicare mai multe proiecte de consolidare a puterii centrale a imperiului. Dimpotrivă, el a trebuit să facă concesii prinților legate de puterea lor în teritorii și, în același timp, și-a asigurat mai multe privilegii în Boemia, propriul său centru de putere. Rezultatul dezbaterilor de la Nürnberg a fost anunțat solemn pe 10 ianuarie 1356. Acest set de legi, cunoscut ulterior sub numele de „Bula de Aur”, a fost extins și completat în Dieta ținută la Metz la sfârșitul anului 1356. Ca urmare, cele două părți sunt numite „Cartea de drept de la Nürnberg” și respectiv „Cartea de drept de la Metz”.
Totuși, nu au putut fi reglementate toate domeniile care îl interesau pe Carol al IV-lea. Așadar, s-au luat puține decizii cu privire la chestiunea păcii teritoriale interne (Landfrieden), iar principii electori renani au reușit să împiedice anumite decizii cu privire la emiterea monedei, escorta ce trebuia asigurată deplasărilor împăratului și taxele vamale.

## Conținut
În cea mai mare parte Bula de Aur nu introduce reglementări noi, ci mai degrabă rescrie acele proceduri și principii apărute în ultimele sute de ani cu privire la alegerea regelui romano-german.

### Alegerea regelui și a împăratului
Bula de Aur a reglementat în detaliu modalitățile de alegere a regelui. Dreptul de a alege revenea exclusiv principilor electori. În calitate de cancelar al imperiului, arhiepiscopul de Mainz trebuia să convoace principii electori la Frankfurt pe Main în termen de 30 de zile de la moartea ultimului rege pentru a-l alege pe succesor în Biserica Imperiala Sf. Bartolomeu (astăzi catedrală). Aceștia trebuiau să depună un jurământ că vor lua decizia „fără niciun acord secret, recompensă sau remunerație”. Cel ales urma să primească toate drepturile nu numai ca rege, ci și ca viitor împărat.

### Stabilirea principilor electori
Voturile erau exprimate în funcție de rang:
1. Arhiepiscopul de Trier în calitate de cancelar pentru Burgundia;
2. Arhiepiscopul de Köln în calitate de cancelar pentru Italia Imperială. (De la Otto cel Mare (936) până la încoronarea lui Ferdinand I (1531) regele a fost încoronat în Biserica Palatină din Aachen, întemeiată de Carol cel Mare, care se afla pe teritoriul Arhiepiscopului de Köln, astfel încât acesta trebuia să-l încoroneze pe rege);
3. Regele Boemiei în calitate de prinț laic încoronat;
4. Contele Palatin al Rinului al cărui teritoriul se afla în vechiul teritoriu franconian, care în absența împăratului, era administrator imperial în toate țările în care era aplicabilă legea non-saxonă și era, de asemenea, autoritatea în fața căreia regele însuși trebuia să justifice propriile încălcări ale legii;
5. Ducele de Saxonia în calitate de mareșal și administrator imperial în toate țările în care se aplicat legea saxonă;
6. Margraful de Brandenburg ca trezorier;
7. Arhiepiscopul de Mainz în calitate de cancelar pentru țările germane (având cel mai înalt grad) era ultimul care vota deoarece votul său putea fi decisiv.

Drepturile și îndatoririle principilor electori privind alegerea regelui au fost stabilite în mod cuprinzător și pe termen lung. Alegerea unui rege a fost astfel și din punct de vedere formal desprinsă de consimțământul Papei, iar noului rege i se acordau drepturi depline de guvernare. O inovație esențială adusă de Bula de Aur a fost că, pentru prima dată, regele urma să fie ales pe baza votului majoritar și nu era dependent de aprobarea tuturor principilor electori în ansamblu. De asemena, un rege putea fi ales din rândul principilor electori incluzând propriul său vot.
Deși ceremonia de încoronare de către Papă a fost fundamental păstrată, aceasta a avut loc ultima dată la încoronarea lui Carol al V-lea. Din 1508 predecesorul său, Maximilian I, cu acordul Papei s-a autodenumit „împărat roman ales”. În locul încoronării din Aachen în 1562, începând cu Maximilian al II-lea până la împăratul Franz al II-lea în 1792, aproape toate încoronările în Catedrala din Frankfurt au avut loc după alegere.

### Alte prevederi
Bula de Aur a stipulat o întâlnire anuală a tuturor principilor electori la care urmau să aibă loc consultări cu împăratul. Bula a interzis orice alianțe, cu excepția acordurilor de pace locală, precum și asociațiile numite Pfahlbürgertum (ale cetățenilor unui oraș care beneficiau de  drepturile orașului, dar locuiau în afara lui).
Bula de Aur a reglementat imunitatea principilor electori, precum și moștenirea titlului. În plus, principii electori primeau dreptul de a emite monede, dreptul de a percepe taxe vamale, dreptul nerestricționat de a judeca și obligația de a proteja evreii dacă aceștia plăteau taxa de protecție (Judenregal).
Teritoriile principilor electori au fost declarate teritorii indivizibile pentru a evita ca voturile lor să fie împărțite sau înmulțite, ceea ce însemna că doar primul fiu născut legitim al principilor electori (laici) putea moșteni dreptul de a alege, Scopul real al acestei Bule de a preveni disputele pentru succesiunea la tronul regal și alegerea unor antiregi, a fost atins.
A doua parte a Bulei, „Codul juridic de la Metz”, privea chestiuni de protocol, de colectare a impozitelor și de sancțiuni pentru conspirații împotriva principilor electori. Potrivit acestui cod, fiii și moștenitorii principilori electorilor urmau să învețe limbile germană, latină, italiană și cehă.

## Efecte imediate și consecințe pe termen lung
Bula de Aur documentează, formalizează și codifică o practică și o dezvoltare a teritorializării care avusese loc de-a lungul secolelor. Stabilirea conducătorilor laici, cât și a celor spirituali, din secolul al XI-lea până în secolul al XIV-lea confirmă practic pierderea treptată a puterii regelui în cursul teritorializării. 
Privilegiile principilor electori, care s-au dezvoltat de-a lungul timpului și s-au stabilit mai mult sau mai puțin în temeiul dreptului cutumiar, au fost stabilite:
- Teritoriile electorale vor fi moștenite nedivizate de primul născut.
- Privilegium de non evocando: supușii pot fi judecați doar la curtea principelui elector.
- Privilegium de non appellando: supușii nu pot apela la nicio altă instanță.
- Dreptul de a alege revine principilor electori.

Datorită suveranității extinse a teritoriilor individuale, în Sfântul Imperiu Roman nu a apărut niciun stat central, cum ar fi Anglia sau Franța, care erau conduse de o monarhie puternică. Nu exista o uniformitate lingvistică și reguli „standard”, iar teritoriile respective aveau propriile  legături regionale și se dezvoltau în mare măsură în mod autonom. Teritoriile își înființau propriile universități, care erau independente unele de celelalte în ce privește predarea având o funcție importantă în atragerea și educarea funcționarilor statului. Teritorializarea a progresat în secolele următoare și prin Pacea din Westfalia din 1648, împărțirea în teritorii independente a fost definitivată, iar puterea centrală a continuat să-și piardă competențele până în 1806 când a fost încheiată din punct de vedere formal.
Până în prezent, Germania este un stat federal în care statele exercită o influență politică considerabilă.

## Sigiliul

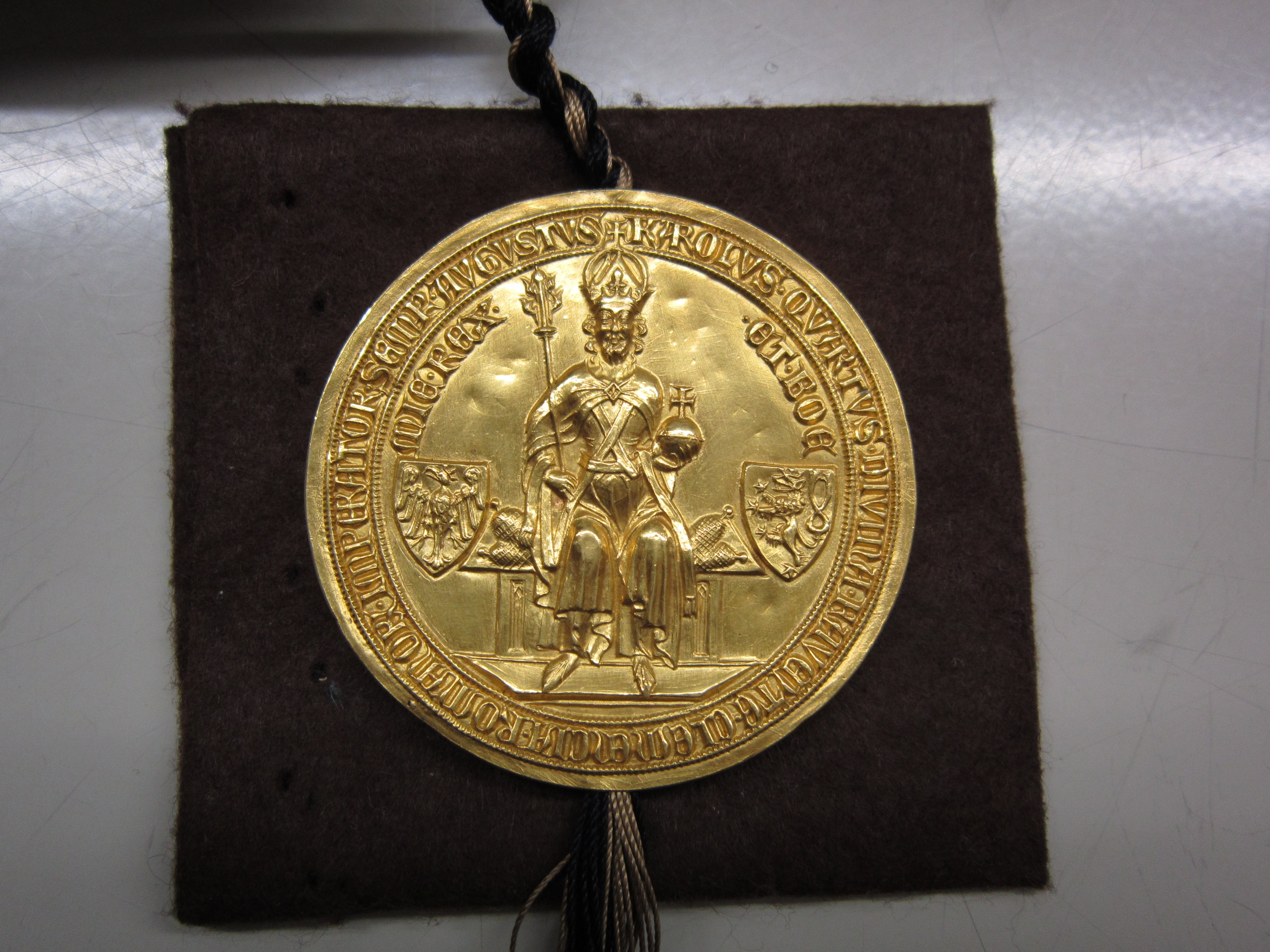
Fața sigiliului cu portretul împăratului

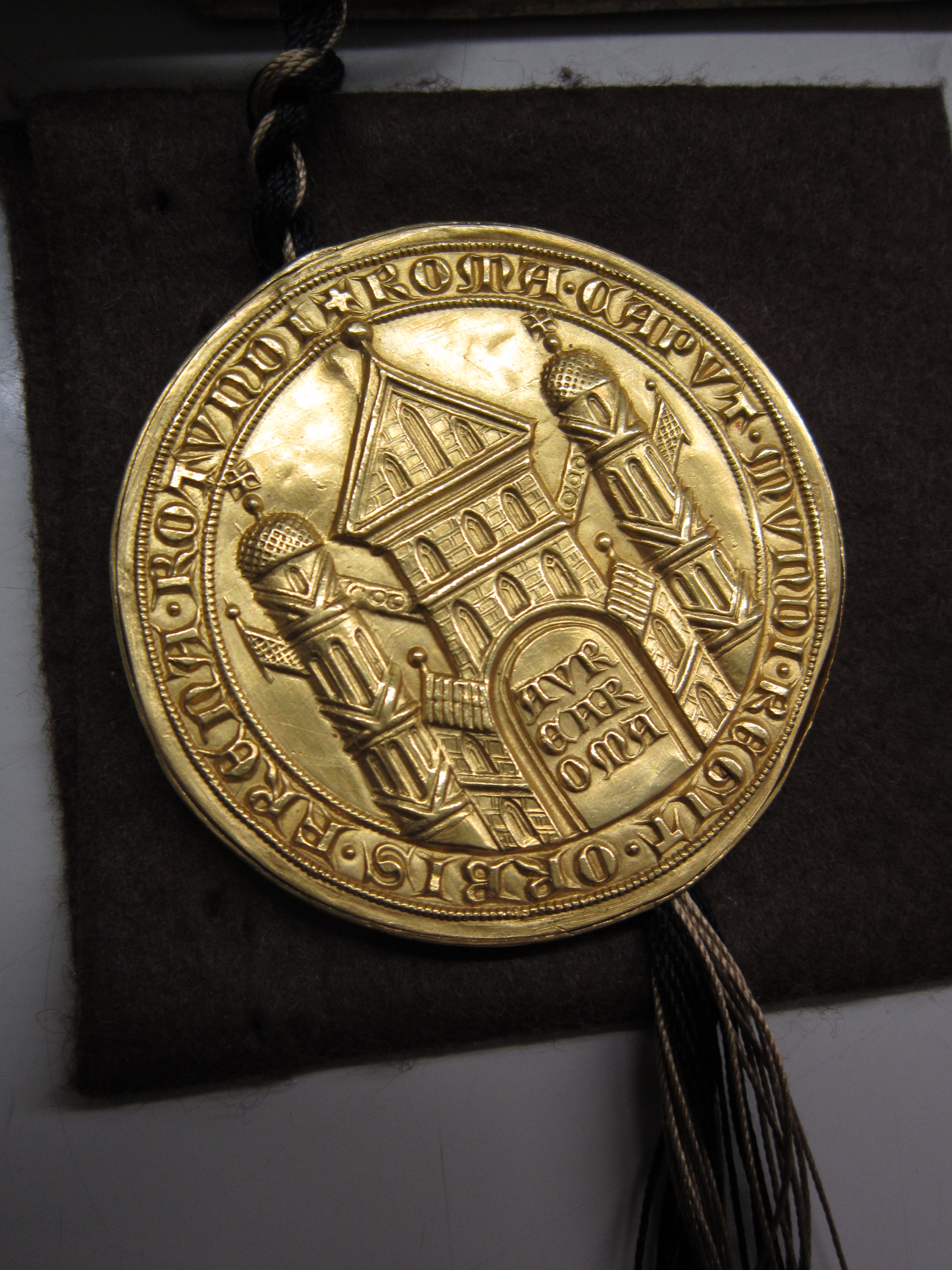
Spatele sigiliului care înfățișează Roma

Bulele (sigiliile) sunt de obicei din plumb, doar în ocazii speciale și în număr mic au fost folosite bule din aur, care sunt, prin urmare, extrem de importante și de valoroase. Aversul și reversul sigiliului de 6 cm. lățime și 0,6 cm. înălțime sunt din tablă de aur. Aversul poartă inscripția: + KAROLVS QVARTVS DIVINA FAVENTE CLEMENCIA ROMANOR (UM) IMPERATOR SEMP (ER) AVGVSTVS (Carol al IV-lea, prin harul lui Dumnezeu împărat roman, pentru totdeauna) și: ET BOEMIE REX (și Regele Boemiei). Reversul prezintă o imagine stilizată a orașului Roma, cu inscripția: AVREA ROMA (Roma de Aur) și: + ROMA CAPVT MVNDI, REGIT ORBIS FRENA ROTVNDI (Roma, capul lumii, controlează frâiele lumii).

## Copiile Bulei de Aur și unde se află ele
Șapte exemplare ale Bulei de Aur din 1356 au supraviețuit până astăzi. Nu există dovezi că ar exista altele. Toate exemplarele constau din două părți: prima cuprinde capitolele 1-23 care conțin hotărârile luate de Dieta ținută la Nürnberg, iar partea a doua cuprinde capitolele 24-31 care conțin hotărârile luate de Dieta ținută la Metz. Datorită dimensiunii, copiile nu au aspectul certificatelor emise în mod obișnuit în Evul Mediu, ci sunt broșuri legate. Este de remarcat faptul că principele saxon de Brandenburg, probabil datorită problemelor financiare și a costului ridicat al unui exemplar, a renunțat la propria copie.
Exemplarul Boemiei se află acum în Arhivele de Stat austriece din Viena și provine din cancelaria imperială, având doar prima parte sigilată cu bulă de aur, iar a doua parte este o copie fără sigiliu a unei a doua părți produse anterior, care era probabil doar un concept. Copia a fost legată împreună cu prima parte între 1366 și 1378.
Exemplarul din Mainz se află, de asemenea, în Arhivele de Stat austriece din Viena și provine tot din cancelaria imperială. Sigiliul de aur și șnurul acestuia nu mai există.
Exemplarul din Köln se află la Universitatea și Biblioteca de Stat din Darmstadt. Cel ce a scris textul este necunoscut, fiind probabil un funcționar al curții.
Exemplarul palatin, care provine tot de la cancelaria imperială, se află acum în Arhiva de Stat din Bavaria.
Exemplarul din Trier se află în Arhiva de Stat din Stuttgart, care provine tot de la cancelaria imperială, bula poartă doar rămășițe ale șnurului de mătase .
Exemplarul din Frankfurt este o copie a exemplarului original al Boemiei, deci a doua parte se bazează pe același model ca a doua parte a exemplarului boemian. El se află la Institutul de Istorie a Orașului din Mănăstirea Carmelită, în fosta Arhivă a orașului Frankfurt. Costul copiei a fost suportat de oraș deoarece copia era importantă pentru drepturile garantate în alegerea unui rege. Deși are caracterul unei copii, aceasta are același statut juridic ca celelalte exemplare.
Exemplarul din Nürnberg, păstrat în Arhiva de Stat din Nürnberg, este sigilat doar cu un sigiliu de ceară și nu cu unul de aur. Este o copie a exemplarului Boemiei și a fost realizată între 1366 și 1378.
În plus față de aceste șapte exemplare există numeroase alte exemplare (și în limba germană), iar ulterior au apărut și tipărituri, fiecare dintre ele având la bază unul dintre aceste exemplare. De remarcat în mod deosebit este magnificul manuscris al regelui Venceslau al IV-lea din 1400 (vezi imaginea de mai sus), care se află acum în Biblioteca Națională a Austriei.

## Transcrieri
Există probabil 174 de exemplare ale Bulei de Aur provenind din Evul Mediu Târziu și cel puțin alte douăzeci de texte-martor din epoca modernă. Majoritatea exemplarelor în limba latină urmează versiunea boemă a Bulei de Aur. Celelalte urmează versiunea Palatină; doar câteva pot fi considerate ca fiind copiate după exemplarul din Mainz sau Köln, iar alte câteva exemplare sunt copii ale celui din Trier. 
Majoritatea copiilor au fost realizate între 1435 și 1475. Primele duplicate latine au fost făcute la sfârșitul secolului al XIV-lea și au fost realizate în cancelariile principilor electori din Köln, Mainz și Boemia  ca și la curtea din Nürnberg. Cunoscuta copie splendidă a regelui Venceslau al IV-lea al Boemiei a fost creată la scurt timp după 1400. Acesteia i-au urmat alte copii în secolul al XV-lea pentru ducele de Brabant, contele palatin al Rinului, arhiepiscopul de Trier și împăratul habsburgic. De asemenea, este posibil să existe copii aparținând ducilor bavarezi de Wittelsbach, ducilor de Braunschweig-Lüneburg și Marilor Maeștri ai Ordinului Teutonic. Alți destinatari ai copiilor în latină au fost clerici înalți, cum ar fi episcopii din Eichstätt și Strasbourg sau membrii proeminenți ai Curiei romane.

## Concluzii
Se pot distinge mai multe faze de interpretare a Bulei de Aur. În timpul domniei lui Carol al IV-lea, imperiul și teritoriile se aflau în prim-planul interpretării. Bula de Aur a fost văzută în primul rând ca o colecție de privilegii sau ca un privilegiu general. Prevederile referitoare la feude și imunitatea principilor electori au făcut obiectul criticilor. În timpul Schismei apusene, Bula de aur a fost interpretată în cea mai mare parte ca un decret imperial. Textul a fost apoi interpretat din unghiul alegerii regelui la Frankfurt, care a fost înțeles ca o înălțare a unui împărat fără a lua în considerare pretențiile de aprobare papale.
În timpul regilor Wenzel și Ruprecht pretențiile lor concurente la tronul imperial reprezentau un context politic important. Sub domnia lui Ruprecht, pe lângă împărat, principii electorii au fost considerați ca având o mare importanță, deoarece Bula de Aur era înțeleasă ca un semn de înțelepciune a acestora, ceea ce corespundea ponderii crescute a implicării lor în evenimentele imperiale. În timpul domniei lui Sigismund de Luxemburg, Bula de Aur a căpătat importanța unei legi imperiale. Cel târziu după Conciliul de la Konstanz, Stările Generale au fost privite ca având drepturi depline în imperiu modificându-se astfel relația duală împărat - prinți electori. În această fază, împăratul a fost înțeles în primul rând ca cel mai înalt judecător, pacificator, guvernator al bisericii și protector al legii. Fundalul istoric era în această perioadă reformarea bisericii și a imperiului.
După alegerea lui Frederic al III-lea, Bula de Aur a devenit din ce în ce mai mult un sinonim al „dreptului imperial”, dar încoronarea împăratului și-a recâștigat importanța pentru Casa de Habsburg. Colegiul electoral din Frankfurt, care urma să modeleze în mod semnificativ viziunea modernă a Bulei de Aur și relația reciprocă dintre cele două puteri universale, care a declanșat mai ales dezbaterea protestantă despre Bula de Aur, au devenit pentru prima dată chiar subiectul predării în Universități. Dreptul canonic și dreptul roman au intrat în conexiuni complet noi, pentru care Bula de Aur a fost esențială.

## Traduceri și ediții
- Wolfgang D. Fritz (prelucr.): Die Goldene Bulle Kaiser Karls IV. vom Jahre 1356 (Monumenta Germaniae Historica, Fontes iuris Germanici in usum scholarum separatim editi. vol 11), Böhlau. Weimar 1972. (Versiune online)
- Arno Buschmann (ed.): Kaiser und Reich. München 1984, pg. 108-110 (traducere în lb. germană).
- Karl Zeumer: Die Goldene Bulle Karls IV, Partea 1: Entstehung und Bedeutung der Goldenen Bulle. Partea a 2-a: Text der Goldenen Bulle und Urkunden zu ihrer Geschichte und Erläuterung. Weimar 1908. (Text complet la Wikisource Partea 1, Partea a 2-a)
- Die Goldene Bulle. În: Lorenz Weinrich (ed.): Quellen zur Verfassungsgeschichte des Römisch-Deutschen Reiches im Spätmittelalter (1250–1500), (Ausgewählte Quellen zur deutschen Geschichte des Mittelalters. Freiherr-vom-Stein-Gedächtnisausgabe. vol 33). Wissenschaftliche Buchgesellschaft, Darmstadt 1983, ISBN 3-534-06863-7, pg. 314–393 (ediție în latină cu traducere în germană).